# Kaaistoep

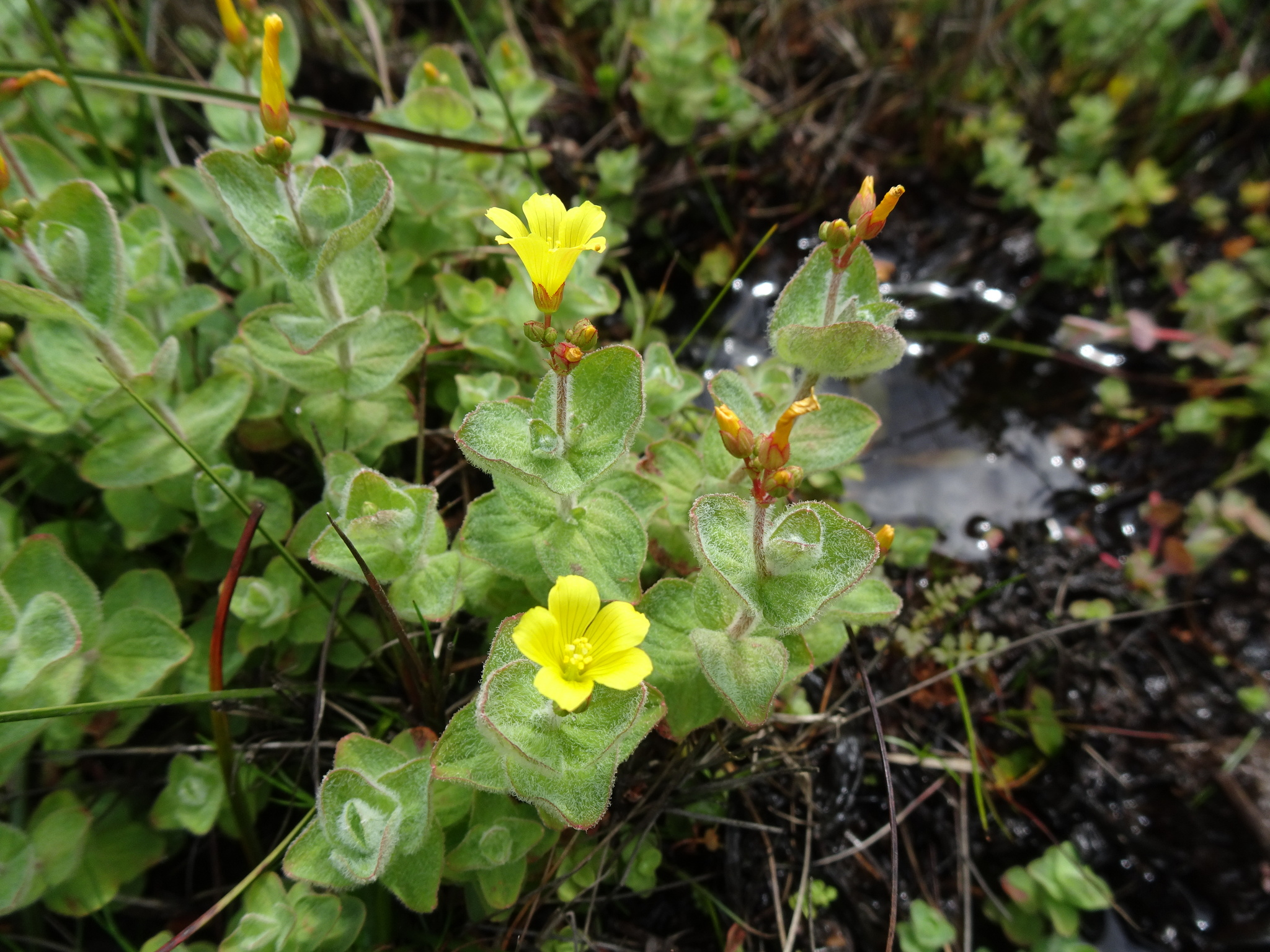
Moerashertshooi komt voor in de Kaaistoep

De Kaaistoep is een natuurgebied van ongeveer 450 ha ten zuidwesten van de Noord-Brabantse stad Tilburg. Het ligt in de omgeving van de Gilzerbaan ten westen van het voormalige Bels Lijntje. Oorspronkelijk bestond het uit productiebossen en landbouwgrond op heide-ontginning. Onderdeel is ook een heiderestant dat 'de Sijsten' wordt genoemd.
Het gebied sluit aan op het landgoed Heidepark-Vredelust in het noordoosten en de instelling Piusoord in het noorden. Veel kleine percelen zijn particulier eigendom, ze liggen verspreid in het terrein.

## Natuurontwikkeling
Het gebied is ontstaan rond het waterwingebied van de Tilburgsche Waterleiding Maatschappij. Deze maatschappij heeft sinds 1975 veel gronden aangekocht om aan de versnippering in eigendomsverhoudingen een einde te maken. Sedert 1994 is hier een natuurontwikkelingsproject gaande waardoor het bos gevarieerder wordt en de landbouwgronden verschraald en meer ecologisch beheerd worden.

## Flora en fauna
De naaldbossen kennen een beperkte flora, maar de havik, buizerd, sperwer, boomvalk, zwarte specht en andere spechtensoorten, alsmede de bonte vliegenvanger broeden er.
Op de voormalige landbouwgronden zijn bloemrijke graslanden ontstaan. In bermen en langs sloten komen enkele zeldzame soorten voor, waaronder  blauwe knoop en vlottende bies. Er zijn poeltjes gegraven en moerasjes waar moerashertshooi, moeraswolfsklauw en kleine zonnedauw te vinden is. 
De Blaakstroom, een beekje in het zuidoosten van het gebied, is opgestuwd zodat er drasland is ontstaan. Hier broeden dodaars, wintertaling en kuifeend en foerageren onder meer watersnip en bunzing. In de poeltjes vindt men de vinpootsalamander, duikerwantsen en wolfspin. In het heidegebied leeft de levendbarende hagedis.

## Natuurstudie
De afdeling Tilburg van de KNNV-vereniging voor veldbiologie is actief in de Kaaistoep en omgeving met veelzijdige en langjarige natuurstudie.